# セントプレイスシティ
セントプレイスシティは、大阪市都島区にある大型団地、高層マンション群。

## 開発に至る経緯・要因
元々日本製紙（旧：十条製紙）の工場が位置していたが、様々な原因で取り壊された。この地域は製紙工場などが多数存在していたため、大規模な土地を確保することができた。
ホームページにも、『今でも、3000家族を超える全国有数の規模を持つ都心近接の住宅都市「ベルパークシティ」。「ベルパークシティ」の開発が始まって、30年近くの歳月が経過。その後も、「リバーサイドともぶち」、「ローレルスクエア都島」、「セントプレイス大阪」と、次々と大型の集合住宅開発が進みました。その結果、周辺は、緑豊かな美しい街並景観の住みやすい街区に変貌を遂げています。そして今、「都島」駅3分の再開発エリア最前列となる「セントプレイスシティ セントプレイスタワー」の完成によって、「ニュータウン都島」と呼ぶに相応しい7000家族を超える大規模住宅都市へ。ここに輝かしい未来が広がっています。』と書いてあるように、この地域はここ30年間で大規模マンション群へと大きく変貌した。

## 概況・周辺環境
ベルパークシティをはじめ、この地域の高層マンション群には自然が多く見られる。また、脇を流れ、市内２番目の広さを誇る一級河川大川沿いの桜之宮公園にも緑が多く見られる。
大阪・梅田へわずか10分という位置。共用棟「コモンプラザ」にはパーティールームやキッズカフェ、市内初の露天風呂も設けられている。

## 主要交通
- Osaka Metro谷町線都島駅（徒歩3分程度）
- 大阪シティバス
- 西日本旅客鉄道桜ノ宮駅(徒歩13分)